# Pula, Sardinien
Pula är en kommun i storstadsregion Cagliari, innan 2016 provinsen Cagliari, i regionen Sardinien i Italien.  Kommunen hade 7 338 invånare (2017).
Pula har en frazione (kommundel) S.Margherita di Pula.
Pula gränsar till följande kommuner: Domus de Maria, Sarroch, Teulada, Villa San Pietro.
Den arkeologiska staden Nora med amfiteater och termer ligger i kommunen.